# Jovem Guarda (programme de télévision)
Pour les articles homonymes, voir Jovem Guarda.
Jovem Guarda est un programme musical télévisé produit entre le 22 août 1965 et le début de l'année 1968 par TV Record et TV Rio, le dimanche après-midi, alors composantes de la Rede das Emissoras Unidas, et présenté par les chanteurs Roberto Carlos, Erasmo Carlos, Wanderléa
Outre l'influence des Beatles, l'émission est généralement considérée comme l'origine de la grande popularité au Brésil (entre 1965 et 1968) d'un mouvement musical et culturel appelé initialement Iê-iê-iê, puis Jovem Guarda.

## Histoire
En 1965, à la suite d'un désaccord entre TV Record et les organisations responsables des championnats de football de São Paulo, le radiodiffuseur se voit interdire la retransmission des matchs. Le football, raconté par Raul Tabajara, était la grande attraction des dimanches après-midi. La justification officielle était que les clubs de São Paulo se plaignaient que leurs stades étaient vides à cause des retransmissions télévisées. Selon le livre Record - 50 Anos, publié par le radiodiffuseur lui-même en 2003, c'est une situation spécifique qui a conduit à cette décision : « Record dominait ce créneau horaire grâce aux émissions de football en direct racontées par Raul Tabajara, le présentateur sportif le plus populaire de la télévision de São Paulo à l'époque. Cependant, en 1965, pendant l'entracte d'un match au Pacaembu, la caméra se promenait dans le stade lorsqu'elle a surpris un puissant directeur de la Fédération pauliste de football dans la tribune d'honneur, accompagné de sa maîtresse ». « Furieux de cet incident, le président de la Fédération pauliste de football interdit les retransmissions télévisées en direct des matches au motif qu'elles nuisent à la vente des billets ».
Les producteurs font appel à Roberto Carlos, idole montante, qui nomme Erasmo Carlos et Wanderléa pour l'aider dans sa tâche et ils jouent ensuite un rôle de premier plan dans l'émission Jovem Guarda, dont la première a lieu le 22 août 1965 à 16 heures. Les noms de Celly Campello, connue pour la chanson Estúpido Cupido, et de Ronnie Cord avaient été avancés, mais les négociations n'ont pas abouti.
Les enregistrements ont lieu au Teatro Record, dans la Rua da Consolação de São Paulo, et sont diffusés en direct. Pendant une heure, le trio chante ses succès et accueille des invités. La portée de l'émission est impressionnante pour l'époque : elle atteint 3 millions de téléspectateurs à São Paulo et est diffusée en vidéo dans des villes comme Rio de Janeiro, Belo Horizonte, Porto Alegre et Recife, provoquant ainsi un phénomène de masse enviable.
Roberto Carlos aurait quelques avantages sur ses collègues. Il aurait demandé un salaire de 5 millions de cruzeiros. Le montant est finalement un peu inférieur, mais en plus du cachet fixe, il reçoit 20 % des recettes de la billetterie (le programme fait payer les billets au public), ses voyages sont payés par Record et une part des bénéfices de la vente des VT de Jovem Guarda à d'autres diffuseurs qui ne l'ont pas diffusé en direct. Erasmo et Wanderléa, nommés par lui, ne recevaient pas de cachet mensuel fixe, mais étaient payés à l'émission, comme la plupart des invités.
Même si leur passé est lié, Record passe un accord avec Roberto Carlos au début des années 2000, après l'avoir menacé de le poursuivre en justice, pour ne plus jouer aucune de ses chansons. Des extraits de l'émission Jovem Guarda ne peuvent pas non plus être diffusés sans l'autorisation préalable du roi.
Le 17 janvier 1968, Roberto quitte l'émission et fait ses adieux en déclarant : « Je suis vraiment triste. Cette émission m'a lancé, m'a construit. C'est deux ans et demi de vie, de bonnes amitiés laissées derrière moi. Ce programme était très important pour moi. Mais maintenant, Erasmo et Wanderléa sauront comment le faire avancer. Erasmo connaît les goûts du public et je suis sûr qu'il réussira, en offrant ce que le public veut ». Avec la fin de l'émission sur TV Record en 1968, les membres de Jovem Guarda se séparent.